# 레비 크라이스
리바이 크라이스(Levi Kreis, 영어 발음: /ˈliːvaɪ/, 1981년 11월 4일 ~ )는 미국의 가수, 배우, 피아노 연주자, 작곡가 겸 작사가이다.

## 영화
- 프레일티 (2001년) - 아담 메익스 역

## 음반
- "One of the Ones" (2005)
- "The Gospel According To Levi" (2007)
- "Bygones" (2008)
- "Where I Belong" (2009)
- "Live @ Joe's Pub" (2011)
- "Imagine Paradise"(2013)
- "Broadway at the Keys" (2017)
- "Liberated" (2018)
- "Home For The Holidays" (2018)
- "Three Words" - Single (2019)
- "Faith" - Single (2020)
- "Bad Habit" (2020)